# Wanda von Bogdani

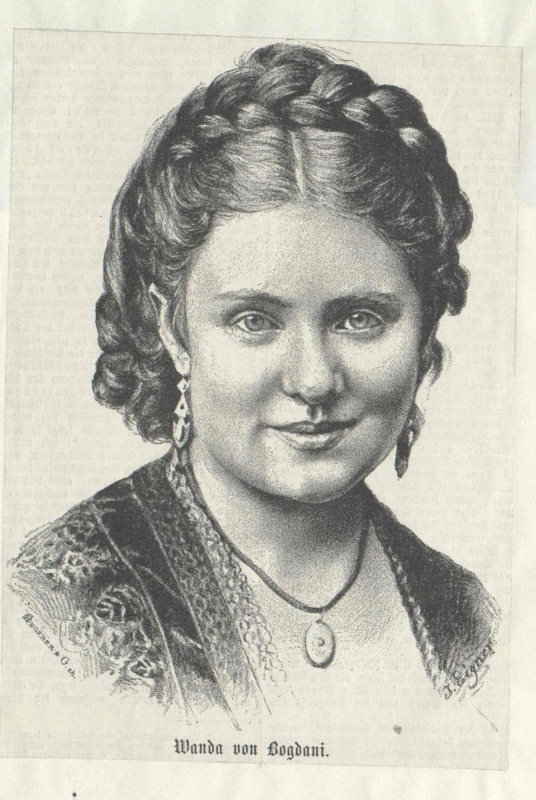
Wanda von Bogdani

Wanda Victorine von Bogdani, eigentlich Wanda von Kleczkowska, verheiratete Wanda van der Meere (23. März 1851 in Lemberg – 1888) war eine polnische Opernsängerin (Sopran) und Gesangspädagogin.

## Leben
Bogdani, die Tochter einer altadligen polnischen Familie, wurde schon frühzeitig entdeckt, und als sie 1866 zum ersten Mal mit Erfolg in einem Wohltätigkeitskonzert aufgetreten war, fasste sie den Vorsatz, sich der Bühne zu widmen. Mutter und Tochter übersiedelten nach Wien, wo letztere ihren Unterricht bei Anna Maria Wilhelmine van Hasselt-Barth fortsetzte. 1877 sollte die Primadonna der Münchner Hofoper ersetzt werden. Der Generalintendant begab sich nach Wien, hörte hier die junge Sängerin und engagierte sie umgehend.
Bogdani debütierte als „Rosine“ in Barbier von Sevilla in München, verblieb jedoch nur ein Jahr und folgte nach beendeter Saison einem Ruf ans Frankfurter Stadttheater.
Danach begab sie sich nach Mailand, um sich bei Francesco Lamperti weiter ausbilden zu lassen. Dort erhielt sie auch ein Engagement.
Da sie die Strapazen nicht aushielt, legte sie eine längere Pause ein und verließ Italien wieder, um gestärkt an der Hofoper Berlin aufzutreten. Sie nahm jedoch keine feste Stelle an, sondern tourte durch fast alle großen Städte Deutschlands.
Anschließend ging sie an die Oper nach Paris. Von dort wurde sie 1874 für die Komische Oper in Wien gewonnen. Ein langer Prozess wegen ausstehender Gagen setzte ihr körperlich und finanziell so zu, dass sie erneut eine längere Auszeit benötigte. Nach Beendigung des Prozesses trat sie zunächst am Volkstheater Walhalla in Berlin auf. Es folgten weitere Gastspielfahrten.
Verheiratet war sie mit dem Grafen Charles van der Meere.